# Kosho (peintre des Xe et XIe)
Ne doit pas être confondu avec Kōshō (peintre du XIIIe).
Pour les articles homonymes, voir Kosho.
Kosho est un peintre japonais des Xe  et  XIe siècles. Ses dates de naissance, de décès ainsi que ses origines, ne sont pas connues. Sa période d'activité se situe vers 990-1020.

## Biographie
Kosho figure parmi les plus grands sculpteurs de son époque, auteur d'œuvres importantes, à la demande de la cour impériale. Il est patronné par l'homme d'État, Fujiwara Michinaga. Son style semble très approprié au goût de la noblesse de l'époque époque Heian et c'est de lui que vient la technique Yosegi (sculpture par pièces assemblées) à laquelle son fils Jōchō donne ses lettres de noblesse. Il ne reste pas d'œuvres authentiques de Kosho, si ce n'est peut-être le Fudo Myoo (sanscrit: Acala) du temple Doshu-in à Kyoto. On sait qu'en 998 il est nommé Kōshi (prédicateur) de la Province de Tosa, puis de la Province d'Ōmi près de Kyoto. On ne sait s'il est ou non ordonné prêtre; cela prouve, toutefois que les sculpteurs sont reconnus et honorés. 
D'après certains documents, ses premières œuvres sont un Bouddha de seize pieds (joroku) au temple Gidarin-ji en 991, le Grand Bouddha du Shaka-do du Reizan-in, entre 990 et 995. En 1018, il fait un Miroku de cinquante pieds de haut (sanscrit: Maitreya), au Sekidera à Shiga, et en 1024, avec ses assistants dont son fils Jōchō, il achève les neuf statues de Bouddha pour le Muryo-ju-in et le Hojo-ji, temples fondés par Fujiwara Michinaga.